# چینابای تورسانباقوف
چینابای آقانوویچ تورسانباقوف (به قرقیزی: Чыныбай Акунович Турсунбеков) (زاده ۱۵ اکتبر ۱۹۶۰ — درگذشته ۷ ژوئیه ۲۰۲۰) سیاستمدار قرقیزستانی بود که از آوریل ۲۰۱۶ تا اکتبر ۲۰۱۷ به‌عنوان رئیس شورای عالی قرقیزستان خدمت کرده‌است.

## تحصیل و حرفه
تورسانباقوف در سال ۱۹۸۳ مدرک فیلولوژی را از دانشگاه ملی قرقیزستان و مدرک دکترا را از آکادمی علوم قرقیزستان در سال ۱۹۸۵ دریافت کرد. او پس از تحصیل، سردبیر شرکت انتشارات دولتی جمهوری سوسیالیستی قرقیزستان شوروی شد. پس از استقلال قرقیزستان، او نماینده چند وزارتخانه جدید این کشور در خارج از کشور بود. همچنین با آزادی اقتصادی جدید، او شروع به دنبال‌کردن یک حرفه کارآفرینی کرد.

## زندگی شخصی
تورسانباقوف در روستایی واقع در منطقه مسکونی جان‌بلاغ، شهرستان نارین، جمهوری سوسیالیستی قرقیزستان شوروی به دنیا آمد. خانواده او بزرگ و پرجمعیت بود. او ششمین فرزند از ده فرزند خانواده بوده‌است. تورسانباقوف متأهل بوده و خود سه فرزند داشت.

## زندگی سیاسی
تورسانباقوف برای اولین بار در سال ۲۰۱۰ به عضویت شورای عالی قرقیزستان تحت رهبری حزب سوسیال دموکرات قرقیزستان انتخاب شد. در سال ۲۰۱۶، اصیل‌بیگ جینبکف، رئیس شورای عالی، در بحبوحه تضاد منافع با برادرش سورنبای جینبکف، که نخست‌وزیر شده‌بود، از سمت خود استعفا کرد. تورسانباقوف به‌عنوان رئیس شورای عالی جانشین جینبکف شد. او سال بعد این سمت را ترک کرد و آن را به داستان جوماباقوف در تلاش برای «حفظ ثبات کشور» واگذار کرد. با این حال، بی‌ثباتی در اطراف آلماس‌بیگ آتامبایف، رئیس‌جمهور مستعفی به وجود آمد.

## مرگ
در ۶ ژوئیه ۲۰۲۰، تورسانباقوف به دلیل ذات‌الریه حاد در بیشکک بستری شد. وی آزمایش کووید-۱۹ داده بود که نتیجه مثبت شد. روز بعد با برگزاری مراسم یادبودی با حضور نخبگان سیاسی کشور، درگذشت وی اعلام شد. علی‌رغم منفی‌بودن نتیجه آزمایش، نخست‌وزیر قبادبیگ بارونوف، تنها چند ساعت پس از اعلام مرگ تورسانباقوف، بین ذات‌الریه و ویروس کرونا ارتباط برقرار کرد. او در قبرستان آلا آرکا دفن شده‌‎است.